# Athol, Massachusetts
Athol är en kommun (town) i Worcester County i delstaten Massachusetts, USA. Vid 2020 års folkräkning hade kommunen 11 945 invånare.